# Xe tang

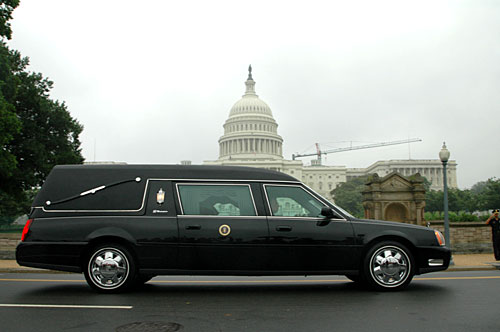
Chiếc xe tang chở thi hài của Tổng thống Hoa Kỳ Ronald Reagan

Xe tang là loại xe như những chiếc xe tải khác nhưng được thay đổi một vài điểm như thêm các họa tiết trang trí và dụng cụ đặc biệt, xe tang dùng để chở quan tài đi chôn hay hỏa táng. Có vài kiểu xe tang như xe hình rồng, xe ô tô 4-7 chỗ được thay đổi nội thất, xe 16 chỗ,... Ngoài ra còn có các loại xe tang dành cho viên chức cấp cao như vua, chủ tịch, thủ tướng, tướng,.. Chúng có thể có kiểu dáng đặc biệt độc đáo hay kích thước khổng lồ.
Trước đây, khi quan chưa được chuyên chở bằng xe tải như hiện tại, quan tài thường được đưa bằng kiệu nhiều người khiêng hoặc xe bò, xe trâu, xe ngựa.

## Quyền ưu tiên

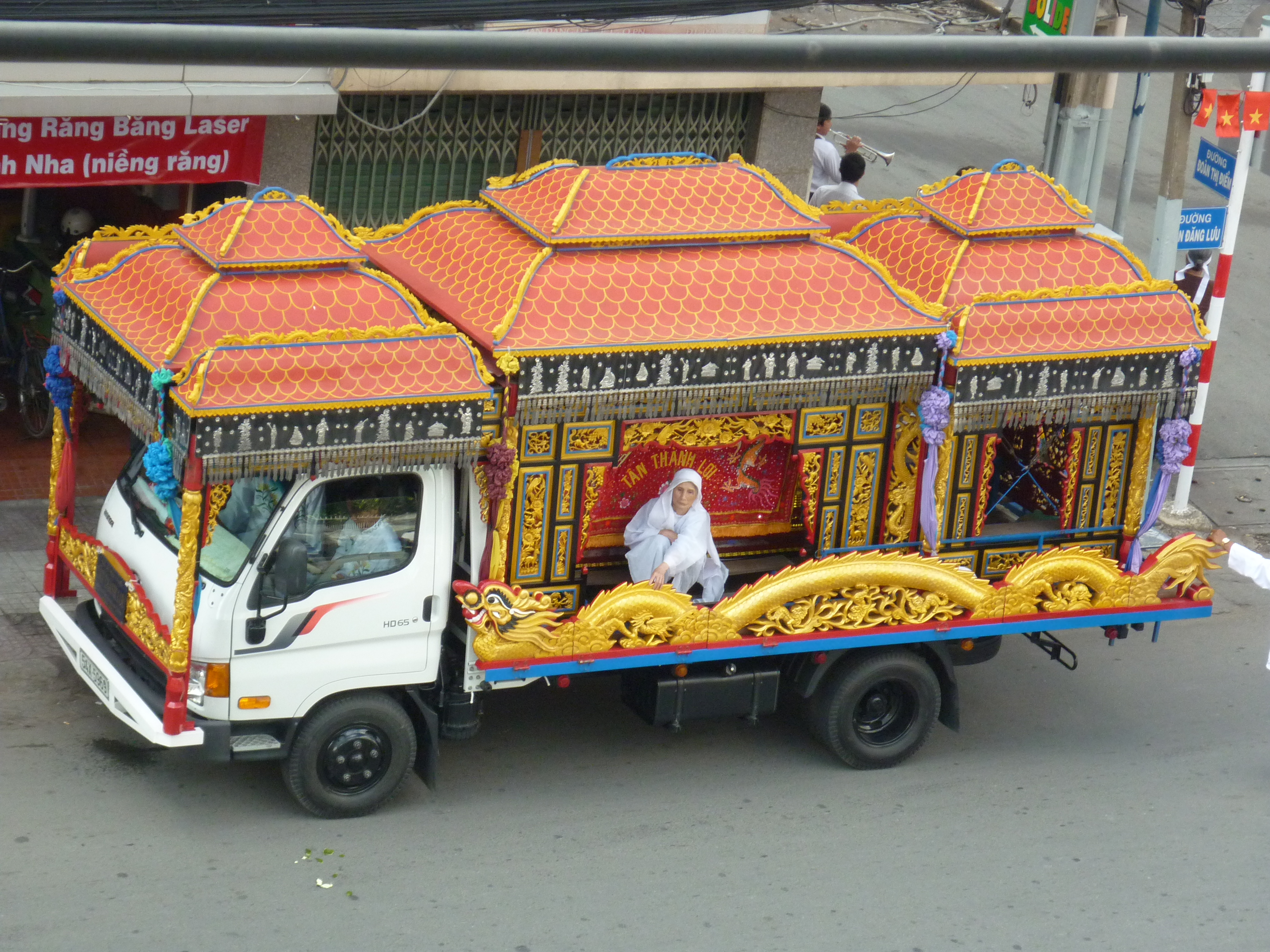
Một chiếc xe tang kiểu hình rồng.

Luật Giao thông đường bộ quy định đoàn xe tang được quyền ưu tiên đi trước xe khác khi qua đường giao nhau từ bất kỳ hướng nào tới theo thứ tự trừ:
- Xe chữa cháy đi làm nhiệm vụ
- Xe quân sự, xe công an đi làm nhiệm vụ khẩn cấp, đoàn xe có xe cảnh sát dẫn đường
- Xe cứu thương đang thực hiện nhiệm vụ cấp cứu
- Xe hộ đê, xe đi làm nhiệm vụ khắc phục sự cố thiên tai, dịch bệnh hoặc xe đi làm nhiệm vụ trong tình trạng khẩn cấp theo quy định của pháp luật.[1]